# Marcelo Pecci
Marcelo Daniel Pecci Albertini (* 28. September 1976 in Asunción, Paraguay; † 10. Mai 2022 auf der Halbinsel Barú, Kolumbien) war ein Staatsanwalt, der in Paraguay die Drogenkriminalität bekämpfte und während seiner Flitterwochen an einem Strand erschossen wurde. Er wurde auch im Ausland bekannt, als der brasilianische Fußballspieler Ronaldinho, der mit einem gefälschten Pass eingereist war, durch seine Ermittlungen zu einer Gefängnisstrafe verurteilt wurde.

## Leben
Pecci wurde 1976 als Sohn des Justizbeamten Francisco Pecci und von Maricel Albertini, einer Funktionärin der nationalen Fluglinie Líneas Aéreas Paraguayas, in der Hauptstadt Paraguays geboren. Er besuchte das traditionsreiche Colegio San José und studierte Rechtswissenschaft an der Universidad Nacional de Asunción. Er war zunächst Direktor des Fußballklubs Guaraní, bevor er Staatsanwalt wurde. Er nahm 2000 seine Arbeit als Assistent im Justizministerium auf und führte Ermittlungen durch. 2009 wurde er Staatsanwalt in Santa Rosa del Aguaray im Departamento San Pedro. Nachdem er sein Potenzial bewiesen hatte, wurde er 2018 in die Spezialeinheit zur Bekämpfung der Organisierten Kriminalität in Paraguay berufen. Er war Teil einer Ermittlungsgruppe, die gegen Drogenhandel und Geldwäsche vorging.
Zu seinen spektakulärsten Fällen gehört die Aufklärung des Mordes an dem Geschäftsmann Mauricio Schwartzman. Wie sich herausstellte, war dieser ein leitendes Mitglied der kriminellen Organisation im Bereich Kokainschmuggel und hatte Verbindungen zur Polizeimafia bei der Beschaffung von Personalausweisen und Reisepässen für hochrangige Mitglieder der Organisierten Kriminalität. Das Mordmotiv war, dass der oberste Mafiaboss des Landes, Sebastián Marset, in Dubai mit einem von Schwartzman beschafften gefälschten Pass verhaftet worden war. Des Weiteren überführte er eine Bande, die 16 Tonnen Kokain nach Europa geschmuggelt hatte, und klärte den Mord an der Tochter eines Politikers auf.
Am 30. April 2022 heiratete er in Paraguay die Journalistin Claudia Aguilera.

## Mord
Am 10. Mai 2022 wurde er am Strand von Barú nahe Cartagena von zwei Männern, die sich auf einem Jetski näherten, durch mehrere Schüsse ermordet. Er befand sich mit seiner Frau auf Hochzeitsreise. Durch Video-Überwachung und intensive Befragungen konnten bald darauf der Mörder, zwei „Schmieresteher“, zwei Fahrer, die den Mörder zum Strand brachten, und ein Hit-Team Organisator ermittelt und in Kolumbien verhaftet werden. Am 18. Juni 2022 erhielten vier Angeklagte eine Haftstrafe von 23 Jahren. Die Brüder Ramón Emilio und Andrés Felipe Pérez Hoyos wurden am 3. Mai 2023 zu 25 Jahren Haft verurteilt. Für Informationen zur Festnahme weiterer Mittäter bot das US-Außenministerium im November 2022 eine Belohnung bis zu 5 Millionen US-Dollar.
Ein weiterer Angeklagter, der als wichtiger Zeuge gilt, Luis Correa, gab bei seinen Vernehmungen an, die Auftraggeber des Mordes seien der ehemalige Präsident von Paraguay Horacio Cartes und der Drogenhändler Miguel Angel Insfrán, alias Tío Rico, das ließe sich auch durch die Telefondaten der beiden belegen. Die Aussagen von Corea werden von der Staatsanwaltschaft als glaubwürdig betrachtet, da er in seinen Aussagen bisher noch nie gelogen habe. Die Staatsanwaltschaften von Paraguay und Kolumbien eröffneten daraufhin am 9. Oktober 2023 ein Ermittlungsverfahren gegen den Ex-Präsidenten, der öffentlich seine Unschuld bekräftigte. Der paraguayische Generalstaatsanwalt Emiliano Rolón schloss nicht aus, dass der Ex-Präsident nach Kolumbien ausgeliefert werden könnte.
Am 9. März 2024 erklärte Generalstaatsanwalt Rolón, es gebe wenig Chancen, die Auftraggeber des Mordes zu ermitteln. Er erklärte: „Nicht einmal ein Magier könnte den Fall mit seinem Zauberstab lösen.“ Peccis Witwe forderte die staatlichen Institutionen auf, den Kampf gegen die Organisierte Kriminalität nicht aufzugeben.
Nach Ermittlungen der kolumbianischen Justiz war einer der Auftraggeber des Mordes der paraguayische Drogenboss Jaime Franco. Dieser wurde 2013 wegen Drogenhandels zu 11 Jahren Haft verurteilt, worauf Pecci jedoch in Berufung ging. 2017 wurde Franco daraufhin im Berufungsprozess zu 18 Jahren verurteilt. Im Gefängnis betrieb er ein Laboratorium zur Herstellung von Kokain und ging weiterhin seinen Drogengeschäften nach. Pecci ließ 2022 dessen Zellentrakt durchsuchen und deckte auch diese Aktivitäten auf, worauf Franco in ein Hochsicherheitsgefängnis verlegt wurde. Der Gefängnisdirektor, unter dem die Durchsuchung stattfand, wurde anschließend ebenfalls ermordet.